# Camp de concentration de Los Almendros
 (novembre 2024).
Si vous disposez d'ouvrages ou d'articles de référence ou si vous connaissez des sites web de qualité traitant du thème abordé ici, merci de compléter l'article en donnant les références utiles à sa vérifiabilité et en les liant à la section « Notes et références ».

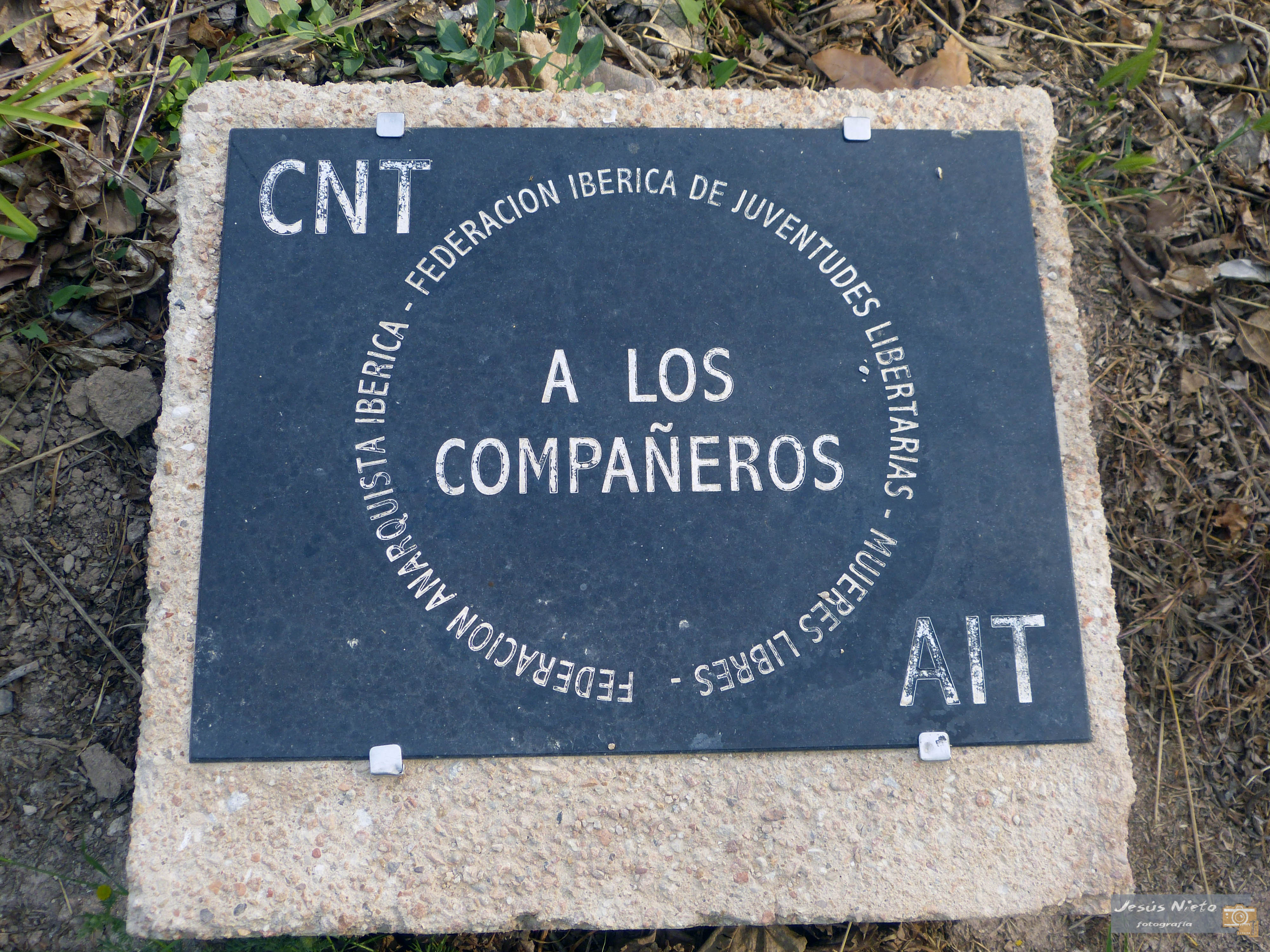
Plaque commémorative en mémoire des victimes.

Le camp de concentration de Los Almendros (en français : camp de concentration des Amandiers et en catalan : camp de concentració dels Ametllers) est un camp de concentration franquiste provisoire créé par les nationalistes le 30 mars 1939 (deux jours avant l'último parte qui marque la fin de la guerre d'Espagne) et fermé le 6 avril 1939.
Situé près du centre-ville d'Alicante, dans le quartier de La Goteta, et destiné principalement aux Républicains présents dans la ville pour fuir par son port, il vit passer (selon les sources) entre 18 000 et 30 000 personnes, dont entre 600 et 2 000 y trouveront la mort. Les survivants seront transférés aux camp de concentration d'Albatera, aux Arènes d'Alicante et au château de Santa Barbara.

## Histoire
À la fin de la guerre d'Espagne, le port d'Alicante est l'une des dernières poches où les Républicains se réfugient, dans l'espoir de s'exiler par la mer. Les familles républicaines y attendent des navires britanniques, comme le Stanbrook qui, dans une action héroïque, embarque plus de 2 000 hommes, femmes et enfants jusqu'à Oran. Mais sous les tirs de l'aviation nazie, face au blocus maritime et aux vaisseaux de guerre franquistes Canarias et Vulcano, aucun bateau humanitaire ne peut accoster. Le port d'Alicante est un piège qui se referme sur les républicains.
Dans ce contexte, le 31 mars, aidés par les militaires mussoliniens de la division Littorio, les nationalistes ouvrent le camp, d'une longueur de 200m sur 80m de large, afin d'interner ces républicains. Outre les réfugiés du port, les soldats ayant combattu les troupes italiennes envoyées par Mussolini à Alicante ainsi que les civils républicains de la région d'Alicante sont internés dans le camp. 6 800 militaires franquistes y sont affectés.
Le camp fonctionne dans des conditions effroyables. Arrivant à pied, certaines colonnes républicaines sont mitraillées sur le chemin depuis les hauteurs du château de Santa Barbara, tuant les réfugiés avant leur arrivée au camp. Sans nourriture ni soins, les milliers de prisonniers doivent, pour survivre, se nourrir du peu qu'ils peuvent trouver sur les amandiers du site, laissant bientôt les arbres nus. Les détenus lui donnent ainsi le nom de Los Almendros («Les Amandiers»).
Suicides et sacas de presos de la part des phalangistes sont monnaie courante. Entre 600 et 2 000 personnes y trouvent la mort. Le nombre de personnes passées par le camp oscille entre 18 000 et 30 000, selon les sources.
Les survivants seront déplacés pour la plupart au camp de concentration d'Albatera, aux Arènes d'Alicante et au château de Santa Barbara, qui restent des camps de détention permanents. Le camp est démantelé le 6 avril 1939.

## Postérité
- Max Aub, dans son œuvre Campo de Los Almendros - Le Labyrinthe magique VI (1968) et Manuel Tuñón de Lara, ont témoigné sur le camp.
- Le 11 juin 2012, la Mairie d'Alicante inaugure le "parc dels Ametlers" (en français : parc des Amandiers) puis y installe le 25 octobre 2014 un monument commémoratif[2].